# Pepe the Frog
Pepe the Frog (en español: la rana Pepe) es un popular meme de internet. Es una rana antropomórfica verde con un cuerpo humanoide. Pepe se originó en un cómic de Matt Furie llamado Boy's Club. Se convirtió en un meme de Internet cuando su popularidad creció en Myspace, Gaia Online y 4chan en 2008. Para 2015, se había convertido en uno de los memes más populares utilizados en 4chan y Tumblr.

## Historia
Pepe the Frog fue creado por el artista y dibujante estadounidense Matt Furie en 2005. Su uso como meme vino de su cómic, Boy's Club #1. El origen de Boy's Club era un zine que Furie hizo en Microsoft Paint llamado Playtime, que incluía a Pepe como personaje. Publicó su cómic en una serie de publicaciones de blog en Myspace en 2005.
Pepe fue utilizado en publicaciones de blog en Myspace y se convirtió en una broma en los foros de Internet. En 2008, la página que contiene Pepe y la frase ("feels good man") fue escaneada y cargada en el board /b/ de 4chan, que ha sido descrito como el "hogar permanente" del meme. El meme despegó entre los usuarios de 4chan, que adaptaron la cara de Pepe y el eslogan para adaptarse a diferentes escenarios y emociones, como la melancolía, la ira y la sorpresa. También se le añadió color; ya que originalmente se trataba de un dibujo lineal en blanco y negro: Pepe se puso verde con los labios marrones, a veces con una camisa azul. "Feels Guy", o "Wojak", originalmente un personaje no relacionado típicamente usado para expresar melancolía, tiempo después fue emparejado con Pepe en cómics o imágenes.
En 2014, celebridades como Katy Perry y Nicki Minaj compartieron imágenes de Pepe en las redes sociales. A medida que se fue generalizando, los usuarios de 4chan comenzaron a referirse a las variantes especialmente creativas y únicas del meme como "rare Pepes". Estas imágenes, a veces como pinturas físicas, se pusieron a la venta y se subastaron en eBay y se publicaron en listados en Craigslist. Los usuarios de 4chan mencionaron a aquellos que usaron el meme fuera del sitio web como "normies" (o "normalfags") en respuesta al aumento en el uso del meme. En 2015, Pepe fue el número 6 en la lista de los memes más importantes de Daily News and Analysis y fue el meme más retuiteado en Twitter.
El uso original del meme ha evolucionado con el tiempo y tiene muchas variantes. Las más conocidas son: Sad Frog, Smug Frog, Feels Frog, MonkaS, Clown Pepe y "You will never ...".

## Apropiación por parte de la derecha alternativa
Existen evidencias de que multitud de grupos de extrema derecha utilizan al personaje Pepe the Frog a través de las redes sociales digitales para enganchar jóvenes que llegaran a toparse con memes los cuales elaboran sobre humor negro, principalmente fundamentados en el racismo, xenofobia y antisemitismo.
Se ha convertido en los últimos años en la mascota virtual de muchos simpatizantes de los movimientos alt right, boogalo boys, groypers y demás relacionados.
Para 2016, el movimiento de derecha alternativa se había apropiado la imagen del personaje como símbolo. La Liga Antidifamación agregó ciertas encarnaciones de Pepe the Frog a su base de datos de símbolos de odio en 2016, aclarando también que no todos los memes de Pepe son racistas. El creador de Pepe ha expresado públicamente su consternación por el hecho de que sea utilizado como símbolo de odio y, en 2017, finalmente optó por matar al personaje en un panel del cómic para evitar que se siga utilizando como símbolo del movimiento de supremacía blanca. Finalmente fue sincretizado por jóvenes pro-Trump con el antiguo dios egipcio del Caos, Kek, surgiendo una parodia de religión llamada The Cult of Kek (El culto de Kek), en la cual aparece Kek como dios-padre de todos los Pepes y protector de Trump ante Moloch y sus secuaces (entre ellos su rival en las elecciones, Hillary Clinton).
También durante las elecciones, varias organizaciones de noticias informaron sobre asociaciones del personaje con el nacionalismo blanco y la extrema derecha.   En mayo de 2016, Olivia Nuzzi de The Daily Beast escribió que había "una campaña real para recuperar a Pepe de las normas" y que "convertir a Pepe en un ícono nacionalista blanco" era un objetivo explícito de algunos miembros de la extrema derecha. En agosto de 2016, Clinton denunció a la extrema derecha en un discurso. Durante el discurso, un usuario de 4chan que estaba blogueando en vivo el evento en el sitio gritó audiblemente "¡Pepe!" a petición de otro usuario. En septiembre de 2016, un artículo publicado en el sitio web de la campaña de Hillary Clinton describió a Pepe como "un símbolo asociado con la supremacía blanca" y denunció la campaña de Trump por su supuesta promoción del meme. En 2020, la científica social Joan Donovan dijo sobre la decisión de la campaña de Clinton de describir a Pepe como un símbolo de extrema derecha: "Si no fuera por la campaña de Hillary Clinton en 2016 que intentó [...] nombrar a Pepe como un significante de la Alt-right, ese tipo de reconocimiento probablemente no se habría arraigado [...] Al hacerlo, demostraron lo novatos que eran en lo que esencialmente significaba estar en línea, lo que a su vez creó una ola de atención de los medios. en el que la Alt-right estaba lista para avanzar".
En enero de 2017, en respuesta a los "expertos" que pedían a Theresa May que alterara la relación de Trump con Rusia, la embajada rusa en el Reino Unido tuiteó una imagen de Pepe. El supremacista blanco Richard B. Spencer, durante una entrevista en la calle después de la toma de posesión de Trump, se estaba preparando para explicar el significado de un pin de Pepe en su chaqueta cuando recibió un puñetazo en la cara, y el vídeo resultante se convirtió en fuente de muchos memes.
En junio de 2019, Furie recibió un acuerdo extrajudicial de 15.000 dólares en un caso de infracción de derechos de autor contra Infowars y Alex Jones por el uso sin licencia de la imagen de Pepe the Frog en carteles con temática de extrema derecha. Furie declaró que continuaría "haciendo cumplir sus derechos de autor agresivamente para asegurarse de que nadie más se beneficie asociando a Pepe the Frog con imágenes de odio".

### Kekistán

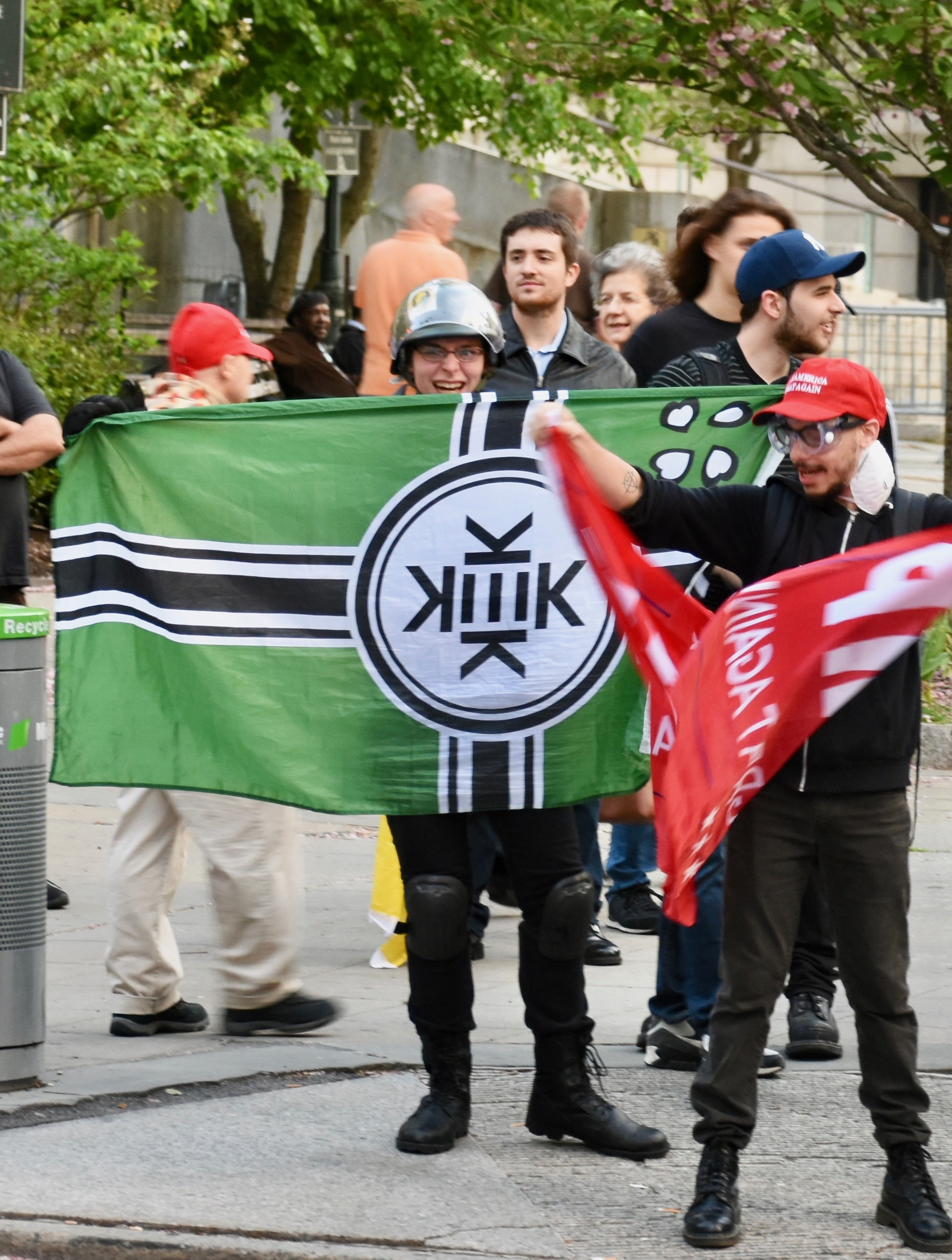
Manifestante sosteniendo una bandera de Kekistán (2017).

Kekistan es un país ficticio creado por usuarios de 4chan que se ha convertido en un meme político y un movimiento en línea. El nombre se deriva de "kek" y el sufijo "-stán", un sufijo común en los países de Asia Central. Desde finales de 2016, la etnia satírica de los kekistaníes ha sido utilizada por manifestantes de extrema derecha radicados en Estados Unidos que se oponen a lo que consideran políticamente correcto. Estos "kekistaníes" denuncian la supuesta "opresión" de su pueblo y trollean a los contramanifestantes ondeando la "bandera nacional de Kekistán" (modelada a partir de la bandera de guerra nazi, con el rojo reemplazado por el verde, la Cruz de Hierro reemplazada por el logo de 4chan) y la esvástica reemplazada por una rúbrica para KEK).  Esta bandera se exhibió de manera destacada en la protesta de Berkeley por la libertad de expresión de 2017 a mediados de abril,  y en la manifestación Unite the Right en agosto de 2017, y fue llevada por partidarios de Donald Trump durante el Asalto al Capitolio de los Estados Unidos en 2021. Los kekistaníes autoidentificados han creado una historia ficticia en torno al meme, incluida la invasión y el derrocamiento de otros países ficticios como "Normistán" y "Cuckistan". Los kekistaníes también han adoptado a la personalidad de Internet Gordon Hurd (en su personaje de "Big Man Tyrone") como su presidente y al disco italiano de 1986 "Shadilay" como himno nacional. El disco llamó la atención del grupo en septiembre de 2016 debido al nombre del grupo (PEPE) y al arte en el disco que representa una rana sosteniendo una varita mágica.

### Groyper
En 2015 se utilizó una variación de Pepe conocida como "Groyper" o "Easter Toad" y se hizo popular en 2017. Groyper es representado como una criatura verde y rechoncha, parecida a una rana, con la barbilla apoyada en los dedos entrelazados. Existe cierto desacuerdo en torno a los detalles específicos de Groyper: se dice alternativamente para ser una representación del personaje de Pepe, un personaje diferente a Pepe pero de la misma especie,  o un sapo. El meme Groyper es el homónimo de Groypers, un grupo informal de activistas nacionalistas blancos y seguidores de Nick Fuentes.

## Uso en las protestas en Hong Kong
Durante las protestas en Hong Kong de 2019, medios occidentales como Global News y The New York Times captaron que varios huelguistas utilizaban la imagen de Pepe the Frog para burlarse del gobierno de la República Popular China y del Partido Comunista de China.
Los manifestantes de Hong Kong comenzaron a utilizar representaciones de Pepe the Frog como símbolo de libertad y resistencia contra el proyecto de ley de extradición y la brutalidad policial en las protestas de Hong Kong. Surgieron nuevas imágenes de Pepe the Frog que muestran a Pepe con un ojo herido después de que una joven socorrista resultó herida en el ojo por un proyectil disparado por la policía; El incidente impulsó una nueva campaña de protesta llamada "Ojo por ojo". Un cartel con Pepe con un ojo herido sostenido por una joven enfermera con un ojo tapado llamó la atención de los medios internacionales. Furie respondió en un correo electrónico con un manifestante, diciendo "¡Esta es una gran noticia! ¡Pepe para el pueblo!". 

## Uso en las criptomonedas
En una versión posterior, Pepe ha visto el uso entre los entusiastas de las criptomonedas como un meme en Twitter y otros lugares. Entre otros íconos, apareció en la portada de la revista Fortune dedicada a un informe especial sobre las criptomonedas. 